# Premio del National Board of Review 1931
Los 3° Premios del National Board of Review fueron anunciados en 1931.

## 10 mejores películas
- Cimarron (Cimarrón)
- City Lights (Luces de la ciudad)
- City Streets (Las calles de la ciudad)
- Dishonored (Fatalidad)
- The Front Page (Un gran reportaje)
- The Guardsman (Sole ella lo sabe)
- Quick Millions
- Rango
- Surrender (Ríndase)
- Tabu

## Mejores películas extranjeras
- Die 3 Groschen-Oper (La comedia de la vida) – Alemania
- Das Lied vom Leben (La canción de la vida) – Alemania
- Sous les Toits de Paris (Bajo los techos de París) – Francia
- Westfront 1918: vier von der infanterie (Cuatro de infantería) – Alemania